# RAM 03
Pour les articles homonymes, voir RAM.
Chronologie des modèles (1985-1986)
RAM 02 Aucun
La RAM 03 est une monoplace de Formule 1 engagée par l'écurie britannique RAM Racing lors du championnat du monde de Formule 1 1985. Elle est pilotée par l'Allemand Manfred Winkelhock, remplacé par le Britannique Kenny Acheson, et par le Français Philippe Alliot. En 1986, une version B est engagée par le Néo-Zélandais Mike Thackwell lors du Grand Prix automobile du Brésil 1986, en vain.

## Contexte et développement
Pour 1985, le sponsor titre de RAM Racing, l'entreprise américaine de tabac à chiquer Skoal Bandit, accroît son soutien financier afin de construire une nouvelle voiture qui corrige les défauts remarqués sur ses devancières. La RAM 03 est mue par un moteur turbocompressé Hart. Ce bloc, dont le financement de son développement est en grande partie assurée par l'écurie Toleman, s'avère moins puissant que celui fournie à l'écurie britannique, selon le directeur technique de RAM, Gustav Brunner, qui estime avoir un déficit de 120 chevaux. Concernant le châssis, l'ingénieur autrichien, faute de budget, n'a pu mener des tests aérodynamiques en soufflerie. L'arrière, très fin, de la RAM 03 est cependant inspirée de la McLaren MP4/1E de 1983, afin d'optimiser le flux d'air.

## Engagement en championnat du monde

### 1985: une saison marquée par la mort de Winckelhock et les problèmes financiers

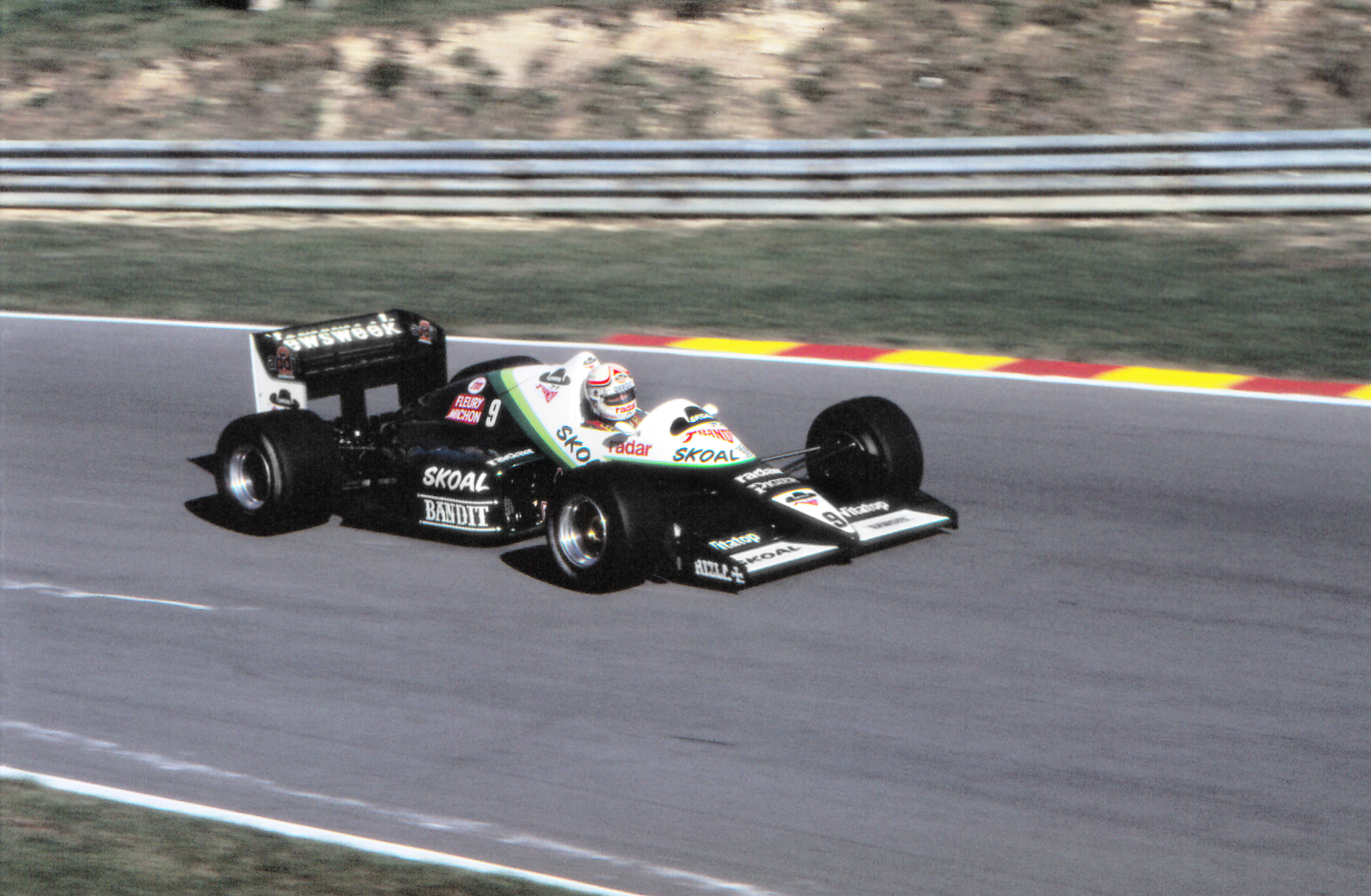
Philippe Alliot sur la RAM 03 au Grand Prix d'Europe 1985

La saison commence au Grand Prix du Brésil, où Winckelkock termine treizième et dernier de l'épreuve à quatre tours du vainqueur, Alain Prost, tandis que Philippe Alliot finit neuvième après s'être élancé de la vingtième place. Il s'agit de la meilleure performance de l'écurie cette année. Lors du Grand Prix du Portugal, disputé sous la pluie, le Français part en tête-à-queue au bout de trois tours, tandis que son coéquipier, qui franchit l'arrivée à dix-sept tours d'Ayrton Senna (Lotus-Renault), n'est pas classé. À Saint-Marin, le turbo d'Alliot casse après vingt-quatre tours, tout comme le moteur Hart de Winckelkock trois boucles plus loin.
Aucun pilote RAM ne se qualifie pour la manche monégasque. Au Canada, le pilote allemand, alors quinzième, est heurté par la Ligier d'Andrea De Cesaris au sixième tour et abandonne, alors que Philippe Alliot détruit sa monoplace au vingt-huitième tour. À Détroit, aucune RAM 03 ne rallie encore l'arrivée, puisque le moteur de Winckelhock casse après trois tours tandis qu'Alliot s'accroche avec la Tyrrell de Martin Brundle au vingt-huitième tour. En France, Winckelhock, dix-neuvième des qualifications, termine douzième à trois tours du vainqueur Nelson Piquet, alors que son coéquipier abandonne au bout de huit tours à cause d"un problème de pression d'essence.
La RAM 03, notamment à cause d'un moteur turbo fragile, se montre dès lors incapable de terminer l'ensemble des Grands Prix suivants. En Grande-Bretagne, Alliot s'accroche au départ avec les monoplaces de Patrick Tambay et de Piercarlo Ghinzani tandis que Winckelhock est victime de son turbo après avoir parcouru vingt-huit tours. Ensuite, en Allemagne, le Français, habituellement surclassé par son équipier en qualifications, le devance pour la première fois cette saison. Les deux pilotes, occupant la onzième ligne de la grille de départ, abandonnent au bout de huit tours en raison d'un problème de pression d'huile et de moteur,. Winckelhock concède que le moteur est le problème principal de l'écurie, puisqu'il estime que « le comportement de la voiture est très bon » et que « le châssis et les pneus sont excellents ».

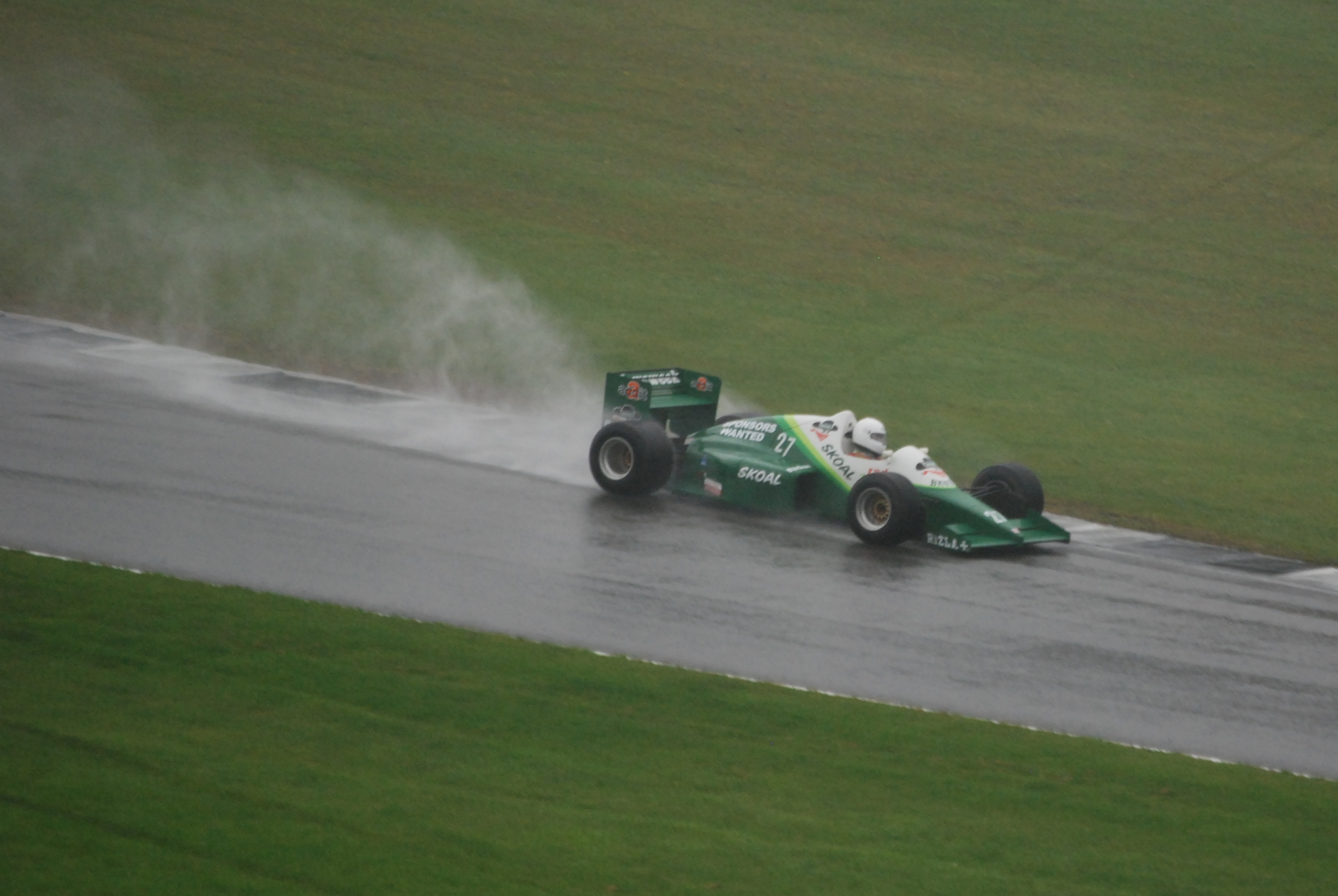
La RAM 03 en démonstration à Donington en 2008.

Manfred Winkelhock est ensuite remplacé par le Britannique Kenny Acheson pour le reste du championnat. En effet, l'Allemand, participant avec Porsche aux 1 000 kilomètres de Mosport, détruit sa voiture lancé à grande vitesse contre un mur de béton. Transporté à l'hôpital de Toronto dans un état critique, il décède le lendemain des suites de ses blessures. Acheson effectue on premier Grand Prix pour RAM lors de la manche autrichienne : qualifié en vingt-troisième place à environ cinq secondes de Philippe Alliot, vingt-et-unième sur la grille, il abandonne à la suite de la casse de son moteur au vingt-huitième tour, tandis que le Français est victime d'une panne de son turbo douze tours auparavant,. Aux Pays-Bas, Acheson est le seul pilote échouant à se qualifier, alors qu'Alliot subit une panne moteur au bout de cinquante-deux tours. En Italie, Acheson, qui domine son équipier en qualifications, casse son embrayage dès le deuxième tour, tandis qu'Alliot, parti dernier, abandonne à nouveau à cause de la fragilité de son turbo, au dix-neuvième tour,. En Belgique, le Britannique est forfait en raison de l'impossibilité de faire rouler son châssis. Alliot est quant à lui victime d'un accident au bout de dix tours.
Acheson, peu motivé et se sentant peu performant, quitte RAM Racing, mais n'est pas remplacé en raison des difficultés financières de l'écurie à faire rouler deux châssis simultanément. Ainsi, seul Philippe Alliot dispute le Grand Prix d'Europe : qualifié vingt-troisième à 6,3 secondes du temps de la pole position établi par Ayrton Senna, il abandonne au bout de trente-et-un tours à cause de la surchauffe de son bloc Hart,. Les deux dernières courses du championnat se tenant hors d'Europe, RAM Racing, au bord de la faillite depuis l'été 1985, décide de ne pas y participer, d'autant que la majorité du budget annuel a été dépensé pour réparer les nombreuses casses du moteur Hart. L'écurie termine la saison sans avoir marqué de points.

### 1986: retour avorté et repli en Formule 3000
Pour 1986, RAM tente de participer au championnat en engageant une RAM 03B avec l'aide de commanditaires australiens. La monoplace, pilotée par le Néo-Zélandais, Mike Thackwell, fait ses premiers tours de roue en février 1986 sur l'Autódromo Internacional Nelson Piquet, mais, comme la nouvelle voiture est bien plus lente que les autres monoplaces du plateau, RAM Racing déclare forfait pour le Grand inaugural au Brésil et disparaît. Cependant, l'écurie s'engage au championnat international de Formule 3000 1986 en modifiant la RAM 03 en une version 04, qui est équipée d'un moteur Ford-Cosworth DFY. Pilotée par le Britannique James Weaver et le Chilien Eliseo Salazar, cette monoplace est cantonnée au fond de grille et ne marque aucun point.

## Résultats en championnat du monde de Formule 1
| Saison | Écurie                      | Moteur       | Pneus   | Pilotes            | Courses | Courses | Courses | Courses | Courses | Courses | Courses | Courses | Courses | Courses | Courses | Courses | Courses | Courses | Courses | Courses | Points inscrits | Classement |
| Saison | Écurie                      | Moteur       | Pneus   | Pilotes            | 1       | 2       | 3       | 4       | 5       | 6       | 7       | 8       | 9       | 10      | 11      | 12      | 13      | 14      | 15      | 16      | Points inscrits | Classement |
| ------ | --------------------------- | ------------ | ------- | ------------------ | ------- | ------- | ------- | ------- | ------- | ------- | ------- | ------- | ------- | ------- | ------- | ------- | ------- | ------- | ------- | ------- | --------------- | ---------- |
| 1985   | Skoal Bandit Formula 1 Team | Hart 415T L4 | Pirelli |                    | BRÉ     | POR     | SMR     | MON     | CAN     | DET     | FRA     | GBR     | ALL     | AUT     | P-B     | ITA     | BEL     | EUR     | AFS     | AUS     | 0               | Non classé |
| 1985   | Skoal Bandit Formula 1 Team | Hart 415T L4 | Pirelli | Manfred Winkelhock | 13e     | Nc      | Abd     | Nq      | Abd     | Abd     | 12e     | Abd     | Abd     |         |         |         |         |         |         |         | 0               | Non classé |
| 1985   | Skoal Bandit Formula 1 Team | Hart 415T L4 | Pirelli | Philippe Alliot    | 9e      | Abd     | Abd     | Nq      | Abd     | Abd     | Abd     | Abd     | Abd     | Abd     | Abd     | Abd     | Abd     | Abd     |         |         | 0               | Non classé |
| 1985   | Skoal Bandit Formula 1 Team | Hart 415T L4 | Pirelli | Kenny Acheson      |         |         |         |         |         |         |         |         |         | Abd     | Nq      | Abd     | Forf    |         |         |         | 0               | Non classé |
| 1986   | RAM Racing for Australia    | Hart 415T L4 | Pirelli |                    | BRÉ     | ESP     | SMR     | MON     | BEL     | CAN     | DET     | FRA     | GBR     | ALL     | HON     | AUT     | ITA     | POR     | MEX     | AUS     | 0               | Non classé |
| 1986   | RAM Racing for Australia    | Hart 415T L4 | Pirelli | Mike Thackwell     | Forf    |         |         |         |         |         |         |         |         |         |         |         |         |         |         |         | 0               | Non classé |

Légende : ici